# Distichopora gracilis
Distichopora gracilis är en nässeldjursart som beskrevs av James Dwight Dana 1848. Distichopora gracilis ingår i släktet Distichopora och familjen Stylasteridae. Inga underarter finns listade i Catalogue of Life.